# Barcelona Open 2012 - Qualificazioni singolare
Le qualificazioni del singolare  del Barcelona Open 2012 sono state un torneo di tennis preliminare per accedere alla fase finale della manifestazione. I vincitori dell'ultimo turno sono entrati di diritto nel tabellone principale. In caso di ritiro di uno o più giocatori aventi diritto a questi sono subentrati i lucky loser, ossia i giocatori che hanno perso nell'ultimo turno ma che avevano una classifica più alta rispetto agli altri partecipanti che avevano comunque perso nel turno finale.

## Teste di serie
1. David Goffin (qualificato)
2. Stéphane Robert (ultimo turno, Lucky Losers)
3. Daniel Muñoz de la Nava (primo turno)
4. Evgenij Donskoj (ultimo turno, Lucky Losers)
5. Federico Delbonis (qualificato)
6. João Sousa (qualificato)
7. Andrej Golubev (qualificato)

1. Aljaž Bedene (qualificato)
2. Serhij Bubka (qualificato
3. Simone Vagnozzi (primo turno)
4. Arnau Brugués-Davi (ultimo turno, Lucky Losers)
5. Jan Mertl (primo turno)
6. Eduardo Schwank (ultimo turno)
7. Peter Torebko (primo turno)

### Qualificati
1. David Goffin
2. Robert Farah
3. Serhij Bubka
4. Aljaž Bedene

1. Federico Delbonis
2. João Sousa
3. Andrej Golubev

#### Tramite Lucky Losers
- Stéphane Robert
- Evgenij Donskoj
- Arnau Brugués-Davi

## Tabellone

### Legenda
| - Q = Qualificato - WC = Wild card - LL = Lucky loser | - ALT = Alternate - SE = Special Exempt - PR = Protected Ranking | - w/o = Walkover - r = Ritirato - d = Squalificato |

### Sezione 1
|  | Primo turno | Primo turno        | Primo turno        | Primo turno | Primo turno |  |  | Secondo turno | Secondo turno      | Secondo turno | Secondo turno | Secondo turno |  |
|  |             |                    |                    |             |             |  |  |               |                    |               |               |               |  |
|  | 1           | David Goffin       | 4                  | 6           | 6           |  |  |               |                    |               |               |               |  |
|  |             | Guillermo Olaso    | 6                  | 4           | 2           |  |  | 1             | David Goffin       | 65            | 6             | 6             |  |
|  | WC          | Oriol Roca Batalla | Oriol Roca Batalla | 3           | 2           |  |  | 11            | Arnau Brugués-Davi | 7             | 4             | 0             |  |
|  | 11          | Arnau Brugués-Davi | Arnau Brugués-Davi | 6           | 6           |  |  |               |                    |               |               |               |  |

### Sezione 2
|  | Primo turno | Primo turno     | Primo turno     | Primo turno | Primo turno |  |  | Secondo turno | Secondo turno   | Secondo turno   | Secondo turno | Secondo turno |  |
|  |             |                 |                 |             |             |  |  |               |                 |                 |               |               |  |
|  | 2           | Stéphane Robert | Stéphane Robert | 6           | 6           |  |  |               |                 |                 |               |               |  |
|  |             | Pavol Červenák  | Pavol Červenák  | 2           | 4           |  |  | 2             | Stéphane Robert | Stéphane Robert | 63            | 3             |  |
|  |             | Robert Farah    | Robert Farah    | 7           | 6           |  |  |               | Robert Farah    | Robert Farah    | 7             | 6             |  |
|  | 14          | Peter Torebko   | Peter Torebko   | 5           | 2           |  |  |               |                 |                 |               |               |  |

### Sezione 3
|  | Primo turno | Primo turno             | Primo turno         | Primo turno | Primo turno |  |  | Secondo turno | Secondo turno  | Secondo turno | Secondo turno | Secondo turno |  |
|  |             |                         |                     |             |             |  |  |               |                |               |               |               |  |
|  | 3           | Daniel Muñoz de la Nava | 6                   | 6           | 6(1)        |  |  |               |                |               |               |               |  |
|  |             | Jerzy Janowicz          | 3                   | 7           | 7           |  |  |               | Jerzy Janowicz | 6             | 3             | 4             |  |
|  | WC          | Óscar Sabate-Bretos     | Óscar Sabate-Bretos | 3           | 4           |  |  | 9             | Serhij Bubka   | 2             | 6             | 6             |  |
|  | 9           | Serhij Bubka            | Serhij Bubka        | 6           | 6           |  |  |               |                |               |               |               |  |

### Sezione 4
|  | Primo turno | Primo turno          | Primo turno          | Primo turno | Primo turno |  |  | Secondo turno | Secondo turno   | Secondo turno   | Secondo turno | Secondo turno |  |
|  |             |                      |                      |             |             |  |  |               |                 |                 |               |               |  |
|  | 4           | Evgenij Donskoj      | Evgenij Donskoj      | 7           | 6           |  |  |               |                 |                 |               |               |  |
|  |             | Iván Navarro         | Iván Navarro         | 5           | 4           |  |  | 4             | Evgenij Donskoj | Evgenij Donskoj | 5             | 63            |  |
|  | WC          | Jordi Samper-Montaña | Jordi Samper-Montaña | 4           | 1           |  |  | 8             | Aljaž Bedene    | Aljaž Bedene    | 7             | 7             |  |
|  | 8           | Aljaž Bedene         | Aljaž Bedene         | 6           | 6           |  |  |               |                 |                 |               |               |  |

### Sezione 5
|  | Primo turno | Primo turno             | Primo turno       | Primo turno | Primo turno |  |  | Secondo turno | Secondo turno     | Secondo turno     | Secondo turno | Secondo turno |  |
|  |             |                         |                   |             |             |  |  |               |                   |                   |               |               |  |
|  | 5           | Federico Delbonis       | Federico Delbonis | 6           | 6           |  |  |               |                   |                   |               |               |  |
|  |             | Nicolas Devilder        | Nicolas Devilder  | 2           | 2           |  |  | 5             | Federico Delbonis | Federico Delbonis | 7             | 6             |  |
|  | WC          | Roberto Carballés Baena | 6                 | 5           | 0           |  |  | 13            | Eduardo Schwank   | Eduardo Schwank   | 5             | 3             |  |
|  | 13          | Eduardo Schwank         | 4                 | 7           | 6           |  |  |               |                   |                   |               |               |  |

### Sezione 6
|  | Primo turno | Primo turno     | Primo turno | Primo turno | Primo turno |  |  | Secondo turno | Secondo turno   | Secondo turno | Secondo turno | Secondo turno |  |
|  |             |                 |             |             |             |  |  |               |                 |               |               |               |  |
|  | 6           | João Sousa      | João Sousa  | 6           | 6           |  |  |               |                 |               |               |               |  |
|  | ALT         | Steven Diez     | Steven Diez | 4           | 0           |  |  | 6             | João Sousa      | 6             | 5             | 6             |  |
|  |             | Evgenij Korolëv | 6           | 65          | 7           |  |  |               | Evgenij Korolëv | 3             | 7             | 4             |  |
|  | 10          | Simone Vagnozzi | 3           | 7           | 65          |  |  |               |                 |               |               |               |  |

### Sezione 7
|  | Primo turno | Primo turno              | Primo turno              | Primo turno | Primo turno |  |  | Secondo turno | Secondo turno            | Secondo turno            | Secondo turno | Secondo turno |  |
|  |             |                          |                          |             |             |  |  |               |                          |                          |               |               |  |
|  | 7           | Andrej Golubev           | Andrej Golubev           | 6           | 6           |  |  |               |                          |                          |               |               |  |
|  |             | Juan Sebastián Cabal     | Juan Sebastián Cabal     | 3           | 3           |  |  | 7             | Andrej Golubev           | Andrej Golubev           | 6             | 6             |  |
|  |             | Adrián Menéndez Maceiras | Adrián Menéndez Maceiras | 7           | 6           |  |  |               | Adrián Menéndez Maceiras | Adrián Menéndez Maceiras | 3             | 1             |  |
|  | 12          | Jan Mertl                | Jan Mertl                | 5           | 4           |  |  |               |                          |                          |               |               |  |